# Anton Streitwieser
Anton Streitwieser (* 3. Juli 1916 in Surheim; † 17. Juli 1972 in Bochum) war ein deutscher SS-Führer und dritter Schutzhaftlagerführer im KZ Mauthausen.

## Leben
Streitwieser absolvierte nach dem achtjährigen Besuch der Volksschule in Laufen eine Mechanikerlehre, die er im Oktober 1933 abschloss. Danach engagierte er sich kurzzeitig bei der Hitlerjugend. Streitwieser trat zum 1. November 1934 der SS bei (SS-Nummer 276.125) und stieg dort zum 20. April 1945 zum SS-Obersturmführer auf.
1934 begann Streitwieser seinen Lagerdienst in Konzentrationslagern als Angehöriger der Wachmannschaft des KZ Dachau. Von dort wechselte er 1935 ins KZ Sachsenburg und ab 1936 kurzzeitig weiter ins KZ Esterwegen. Anschließend wurde er an die NS-Ordensburg Vogelsang abkommandiert. Ab dem 1. Dezember 1936 war er bei der Lagerkommandantur des KZ Sachsenhausen eingesetzt. Dort war er bei der Fahrbereitschaft tätig und wurde Fahrer von Theodor Eicke. Im November 1938 wurde Streitwieser zum KZ Mauthausen versetzt. In Mauthausen war Streitwieser von Frühjahr 1939 bis Ende 1939 als Arbeitsdienstführer eingesetzt und danach bis März 1940 als Kommandoführer beim Aufbau des Außenlagers Gusen. Im April 1940 wurde Streitwieser Rapportführer im KZ Gusen. Mitte 1941 meldete sich Streitwieser freiwillig zur Waffen-SS und nahm an Kampfeinsätzen an der Ostfront  teil, so diente er von Juni 1941 bis September 1942 im Regiment "Westland" der 5. SS-Panzer-Division „Wiking“. Aufgrund einer Kriegsverletzung wurde Streitwieser, ausgezeichnet mit dem Eisernen Kreuz zweiter Klasse und dem Infanterie-Sturmabzeichen, wieder zum KZ Mauthausen versetzt. Ab Oktober 1942 war Streitwieser im KZ Mauthausen als III. Schutzhaftlagerführer eingesetzt. An der SS-Junkerschule in Braunschweig absolvierte er 1943 einen Lehrgang für SS-Führer und wurde zum SS-Untersturmführer befördert, bevor er im Januar 1944 wieder nach Mauthausen kam. Von März 1944 bis zur Befreiung des KZ Mauthausen Anfang Mai 1945 war Streitwieser Lagerleiter der KZ-Außenlager Melk, Wien-Schwechat, Wien-Floridsdorf, Wien-Mödling (Hinterbrühl).
Streitwieser galt unter den Häftlingen als brutaler Schläger, der auch seinen Hund Hasso mit dem Befehl: Wo ist der Lump auf KZ-Insassen hetzte. Im KZ Mauthausen erhielt er den Spitznamen „Der schöne Toni“. Nach Kriegsende wurde Streitwieser festgenommen, es gelang ihm jedoch im Februar 1946 aus amerikanischer Internierung zu entweichen. Mit dem Falschnamen „Klaus Werner Krug“ gelang es Streitwieser unterzutauchen und bei seiner Frau in Köln unentdeckt zu leben. Im April 1953 erfolgte offiziell Streitwiesers Todeserklärung durch das Amtsgericht Bonn. Nach Aufdeckung von Streitwiesers falscher Identität wurde er 1956 verhaftet und vor einem Prozessbeginn mehrmals aus der Untersuchungshaft entlassen.
Gemeinsam mit dem ehemaligen Leiter der Politischen Abteilung im KZ Mauthausen Karl Schulz musste sich Streitwieser vor dem Landgericht Köln für seine in Mauthausen begangenen Taten verantworten. Der Verfahrensgegenstand beinhaltete die Ermordung tausender KZ-Häftlinge durch Misshandlungen, Vergasung und Erschießung. Zudem waren die Angeklagten der Teilnahme an Selektion im Rahmen der Aktion 14f13 sowie der Tötung gefangener amerikanischer Fallschirmjäger im Steinbruch beschuldigt. Am 30. Oktober 1967 wurde das Urteil verkündet: Schulz erhielt 15 Jahre Haft wegen des gemeinschaftlichen versuchten Mordes in einem Fall sowie Beihilfe zum Mord in neun Fällen. Streitwieser wurde zu einer lebenslangen Freiheitsstrafe und zusätzlich sieben Jahren verurteilt aufgrund von gemeinschaftlichem Mord in drei Fällen sowie Körperverletzung mit Todesfolge in zwei Fällen. Zudem wurden Streitwieser die Bürgerrechte auf Lebenszeit und Schulz auf zehn Jahre aberkannt.
Streitwieser verstarb Mitte Juli 1972 im Haftkrankenhaus Bochum.